# The Binding of Isaac
Binding of Isaac je nezávislá akční roguelike RPG hra od Edmunda McMillena a Floriana Himsla vydaná na Steamu 28. září 2011. Původně byla vydána pouze na operační systém Microsoft Windows. Později byla vydána i pro Linux a MacOS. Název a děj hry je inspirována biblickým příběhem o obětování Izáka a stylem hry připomínající titul z roku 1986 The Legend of Zelda. Stejně jako v The Legend of Zelda hráč ovládá postavičku, se kterou prozkoumává místnosti, ve kterých poráží nepřátele, objevuje a získává předměty.
Autor chtěl do jisté míry popsat popsat své zkušenosti z dětství, kdy vyrůstal ve fundamentální křesťanské rodině, která ho z náboženských důvodů omezovala, což je i hlavní motiv příběhu The Binding of Isaac. Kvůli těmto silným náboženským motivům je hra určena pro věkovou skupinu starší šestnácti let. Vývojáři měli problémy s publikací hry na přenosnou herní konzoli Nintendo 3DS. Společnost Nintendo totiž, kvůli kontroverznímu tématu hry, odstoupilo od smlouvy.
V červnu 2013 bylo prodáno přes 3 miliony kopií a v červenci 2015 po vydání přepracované hry The Binding of Isaac: Rebirth dosáhla série 5 milionů prodaných kopií a hra je nyní považována[kým?] za jeden z nejlepších titulů svého žánru. Hra se také dočkala stolní karetní adaptace The Binding of Isaac: Four Souls.

## Vývoj
Originální The Binding of Isaac měl být titul, od kterého autoři kvůli dospělým motivům valné prodeje neočekávali. Po úspěchu se Super Meat Boy chtěl McMillen vytvořit menší titul pro limitovanou komunitu hráčů s nízkým riskem selhání. Požádal o spolupráci programátora Floriana Himsla, se kterým už pracoval na flashových hrách Tri-achnid a Coil. Po tříměsíčním vývoji vydali hru 28. září 2011 na platformu Steam. Prodeje mnohonásobně předčily očekávání autorů. Po necelém půl roce, k 28. květnu 2012, své první příběhové a obsahové rozšíření The Binding of Isaac: Wrath of the Lamb, které přidalo o 80 % na obsahu oproti původní hře. Více než 25 % hráčů původní hry si toto rozšíření zakoupilo.[zdroj?]
Po předešlém úspěchu kontaktoval McMillena Tyrone Rodriguez z vývojářské společnosti Nicalis, kteří chtěli hru předělat pro dostupnost na více platformách. McMillen souhlasil a hra se dočkala kompletního předělání, publikovaného 4. listopadu 2014 pod názvem The Binding of Isaac: Rebirth. Rebirth se dočkal nejen vizuálního předělání, ale i dalšího obsahového rozšíření a přeprogramování z limitujícího Adobe Flash. V roce 2017 McMillen opustil Team Meat a společně s Nicalis vydali dodatky ke hře pod názvy Afterbirth a Afterbirth Plus. Na začátku roku 2021 vyšlo poslední rozšíření The Binding of Isaac: Repentance.[potřebuje aktualizovat]

## Příběh
Příběh je volně inspirován starozákonním biblickým příběhem o Izákovi. Isaac, malý kluk, a jeho matka žijí šťastně v malém domě na kopci. Isaac si kreslí a hraje s hračkami a jeho matka sleduje vysílání křesťanské televize. Jednoho dne uslyší matka „hlas shůry“, který ji přesvědčuje, že je Isaac plný zla. Matka proto zbavuje mladého Isaaca všech hraček a později i oblečení. Když je matka znovu oslovena, má svého vlastního syna Isaaca zabít. Rozběhne se na Isaaca s nožem a on je nucen utéct do sklepa zamořeném příšerami, ve kterém se snaží přežít co možná nejdéle. Konec tohoto příběhu se odvíjí od toho, jakým způsobem je hra dohrána. K dispozici je celkem 20 rozdílných konců. Vyobrazení tohoto příběhu může hráč spatřit při každém spuštění hry.

## Průchod hrou
The Binding of Isaac je žánrově roguelike hra, ve které hráč začíná každý nový průchod od nuly. Isaac nebo jiná z dalších odemknutelných postav začínají v prvním patře rozlehlého sklepa. Patra jsou rozdělena do místností, které se náhodně generují souběžně s hráčovým postupem, aby byl každý průchod unikátní. Místnosti jsou střeženy nepřáteli, které musí Isaac porazit, aby mohl pokračovat dál. Isaac v boji používá své slzy, které mohou být upraveny pomocí předmětů, které zvětšují udělené poškození, rychlost střelby a stejně tak Isaacovy životy, rychlost pohybu a další. Hra poskytuje (s příběhovým DLC Afterbirth+) 547 unikátních předmětů, které se ve většině případů nepřepisují, nýbrž spolupracují, tudíž je hráči umožněno dosáhnout zajímavých a silných kombinací v pozdějších fázích hry.
Po projití všech místností je každé patro zakončené bossem, po jehož poražení obdrží Isaac předmět navíc a otevřou se padací dvířka, umožňující pokračovat do dalšího patra. Kromě unikátních předmětů hráč nalézá mince, klíče a bomby, které umožňují přístup do uzamčených místností. Pater je v základu 6 a jsou tematicky rozdělena na 3 části. V každém patře se nalézá Zlatá místnost s předmětem, obchod, ve kterém je možnost si předměty nakoupit za posbírané mince, místnost s bossem a také náhodné speciální místnosti. Na konci šestého patra hráč porazí prvního hlavního bosse, Isaacovu matku. Po jejím poražení se hra rozrůstá o další unikátní patra. Hráč si v tento moment volí, kterou cestou hru dokončí. První možnost je zvolit cestu Nebe (neboli patro Katedrála), kde je boss Nebeský Isaac, nebo cestu Sheolu (Pekla), ve kterém se utká se Satanem. Než se ale hráč vydá k těmto cestám, musí projít patra Lůna uvnitř matky samotné. V této části se hra stává obtížnou, jelikož Isaac od této chvíle dostává dvojnásobné poškození a v případě smrti hra začíná od začátku. Cílem Lůna je porazit Matčino srdce a pokud je poraženo 11krát, hráč pokračuje do Nebe nebo Pekla. Za poražené hlavní bosse získává hráč odznáček, který se zobrazuje na papíře při výběru hrdiny.